# Röttinger Feuerstein
Als Röttinger Feuerstein wird die einzige Weinlage der Stadt Röttingen bezeichnet. Sie ist großlagenfrei.

## Namensherkunft
Die Lage Röttinger Feuerstein wird von  Muschelkalkböden dominiert. Dieser Muschelkalk wird von weißen Quarzadern, dem sogenannten Feuerstein, durchzogen.

## Lage
Die Weinberge der Weinlage befinden sich südöstlich von Röttingen an den Südosthängen des Taubertals in Richtung Tauberrettersheim. Dort angrenzend befindet sich die Weinlage Tauberrettersheimer Königin.

## Weinbau
Es werden derzeit in der Lage Feuerstein etwa 30 Hektar Frankenwein angebaut. Davon sind 70 Prozent Müller-Thurgau, 20 Prozent Silvaner und 10 Prozent Sorten wie Riesling, Traminer, Kerner, Scheurebe, Bacchus und Schwarzriesling. Als Besonderheit pflegt man eine jahrhundertealte lokale Rebsorte, den Tauberschwarz. Diese Rebsorte wird ausschließlich in der Tauberregion an- und ausgebaut.

## Weinlehrpfad
Die Röttinger Winzer bieten durch die Röttinger Weinlage geführte Wanderungen auf einem Weinlehrpfad mit  Ausblicken in das Taubertal an. Entlang des Weinlehrpfades gibt es Informationen über Weinbergslagen, über die Geschichte des Röttinger Weinanbaus in der Vergangenheit und Heute. Dabei gibt es Erläuterungen zu den verschiedenen Faktoren, die die Besonderheit des Röttinger Weines ergeben bzw. ausmachen.